# Patriarcha lisabonský

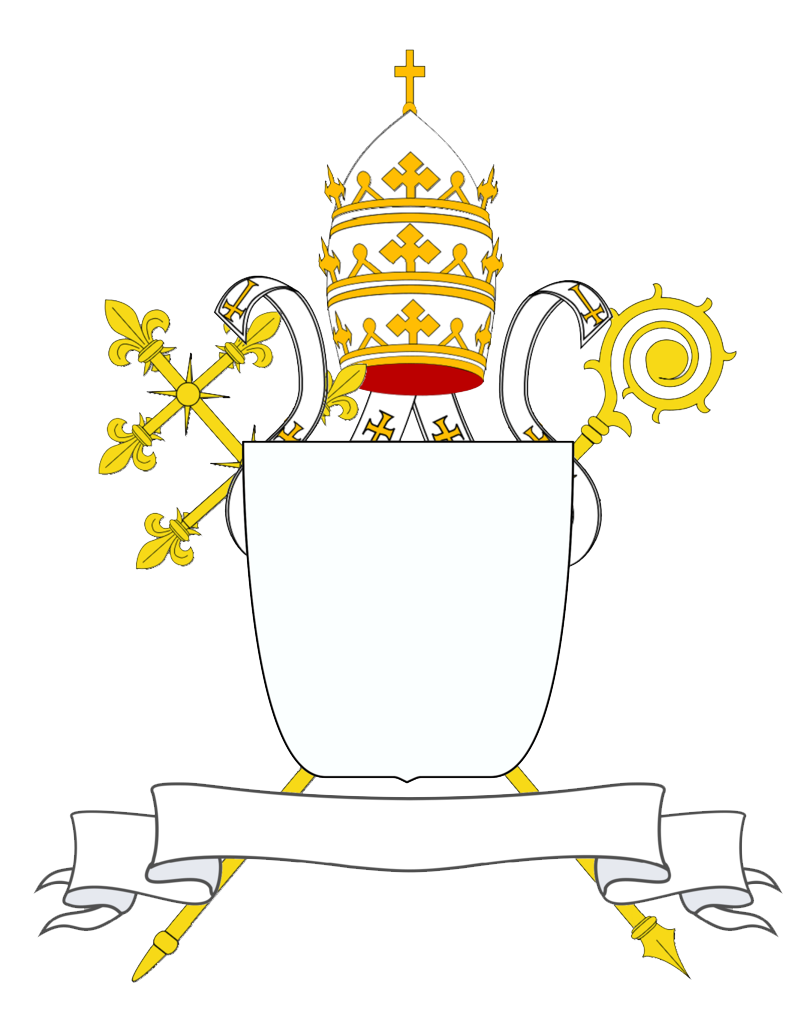
Schéma znaku lisabonského patriarchy

Patriarcha lisabonský (latinsky Patriarcha Ulixbonensis sive Lisbonensis) je čestný titul patriarchy pro arcibiskupa Lisabonu v Portugalsku.

## Historie
Titul byl vytvořen papežem Klementem XI. roku 1716. Důvodem byl vzrůst Portugalské koloniální říše, když zároveň vzrostla moc lisabonských arcibiskupů, kteří měli v roce 1712 primát nad diecézemi ve vlastním Portugalsku, Madeiře, Kapverdách, Svatém Tomáši a dalších afrických zemích. 
Patriarcha má primát nad biskupy v Angře, Funchalu, Guardě, Leiria-Fátima, Portalegre-Castelo Branco, Santarému a Setúbě. Jako zvláštní heraldické privilegium používá ve svém znaku papežskou tiáru a jako liturgické privilegium mohl užívat papežskou faldu. Ta je ve znaku lisabonského patriarchátu ze středověku, kdy lisabonské biskupství bylo v ohrožení od muslimů a vzal je pod svou ochranu papež. Biskupství bylo ve 14. století povýšeno na arcibiskupství. Arcibiskupové Lisabonu „zapomněli“ tiáru odložit ze svého znaku. Tiáru ve znaku může používat lisabonský patriarcha pouze ve své arcidiecézi. Mimo ni používá znak bez tiáry. 

## Seznam lisabonských patriarchů
1. Tomás de Almeida (1716–1754)
2. José (I) Manoel da Câmara (1754–1758)
3. Francisco (I) de Saldanha da Gama (1758–1776)
4. Fernando de Sousa da Silva (1779–1786)
5. José (II) Francisco Miguel António de Mendonça (1786–1818)
6. Carlos da Cunha e Menezes (1819–1825)
7. Patrício da Silva (1826–1840)
8. Francisco (II) de São Luís (Francisco Justiniano) Saraiva (1840–1845)
9. Guilherme Henriques de Carvalho (1845–1857)
10. Manuel (I) Bento Rodrigues da Silva (1858–1869)
11. Inácio do Nascimento de Morais Cardoso (1871–1883)
12. José Sebastião de Almeida Neto (1883–1907)
13. António Mendes Bello (1907–1929)
14. Manuel Gonçalves Cerejeira (1929–1971)
15. António Ribeiro (1971–1998)
16. José da Cruz Policarpo (1998–2013)
17. Manuel José Macário do Nascimento Clemente (2013–2023)
18. Rui Manuel Sousa Valério (od 2023)